# Сиротињско царство
Сиротињско царство је осми студијски албум српског гаражног рок и панк рок бенда Партибрејкерс, а објављен је 2015. године под окриљем издавачке куће Одличан хрчак.

## Опште информације
Албум је објављен на ЛП и винил издању 18. новембра 2015. године. Снимљен је „Код Петровића” у Бигзу и Дигимедији у периоду од 2013. до 2014. године. Постпродукција је рађена у студију Херц у Новом Саду у априлу 2015. године.